# LPS (glasbena skupina)
LPS (Last Pizza Slice) je slovenska glasbena skupina.

## Zgodovina
Nastala je decembra 2018 v glasbeni učilnici (music roomu) Gimnazije Celje – Center. Na prvi vaji so se zbrali v postavi Filip Vidušin, Martin Škorjanec, Žiga Žvižej, Maj Lesjak in Mark Semeja. Decembra 2019 so v sestavi Škorjanec, Vidušin, Žvižej, Gašper Hlupič, Matija Mervič in Lovro Gubenšek nastopili na šolski prireditvi Centrovizija in prejeli nagrado strokovne žirije.
Leta 2020 so bili izbrani za 8. sezono Špil lige (2020/21). Na njej so sodelovali v zasedbi Vidušin, Hlupič, Žvižej, Rok Teržan in Jernej Lah. Prišli so vse do finala, ki je bil 22. junija 2021 na Kongresnem trgu. Tri dni pred finalom (19. junija) so izdali EP Live from Šiška, na katerem so izšli live posnetki petih avtorskih skladb z njihovega polfinalnega nastopa na Špil ligi v Kinu Šiška. Po finalu Špil lige se je izoblikovala trenutna zasedba benda, v katerem sta Teržana in Laha zamenjala Mark Semeja (ta je v skupini že igral prej) in Zala Velenšek.
19. februarja 2022 so s pesmijo »Disko« zmagali na Emi in postali predstavniki Slovenije na Pesmi Evrovizije v Torinu. En teden pred tem so izdali svoj prvi (uradni) singel »Silence in My Head«. Na Pesmi Evrovizije so se v prvem polfinalu uvrstili na zadnje mesto izmed 17 držav in niso napredovali v finale.

## Zasedba
- Filip Vidušin – vokal
- Gašper Hlupič – bobni
- Martin Mutec – električna kitara
- Zala Velenšek – bas kitara, tenor in alt saksofon
- Žiga Žvižej – elektronske klaviature

## Diskografija

### Albumi
• 2024: Počakaj me
EP-ji
- 2021: Live from Šiška

### Singli
- 2022: »Silence in My Head«
- 2022: »Disko«
- 2023: »Osem korakov«